# Thaumaina uranothauma
Thaumaina uranothauma är en fjärilsart som beskrevs av Bethune-Baker 1908. Thaumaina uranothauma ingår i släktet Thaumaina och familjen juvelvingar. IUCN kategoriserar arten globalt som livskraftig. Inga underarter finns listade i Catalogue of Life.

## Bildgalleri

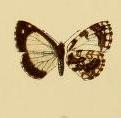